# Apollo abort modes
Durante il lancio della Navicella Spaziale Apollo tramite il razzo Saturn V, il lancio poteva essere annullato per salvare l'equipaggio in caso di esplosione o malfunzionamento del missile. L'equipaggio, in funzione dell'altezza raggiunta dal volo, aveva a disposizione differenti procedure o mode per l'annullamento missione. Nelle missioni non fu mai necessario utilizzarli.
Nei primi minuti di volo, le comunicazioni di Houston sulle modalità di annullamento attivate e le relative risposte del comandante, sono tra le poche informazioni scambiate fra nave e terra.
In caso di problemi al Saturn V nelle prime fasi di volo, il sistema di annullamento era deputato in maniera automatica all'Emergency Detection System (EDS). Il sistema era automatizzato poiché nelle primissime fasi di lancio, i problemi potevano evolvere molto velocemente, rendendo lenta la gestione umana del sistema. Nelle fasi successive, più tranquille per quanto riguardava l'evolversi delle procedure, l'EDS veniva disattivato e le eventuali procedure di annullamento erano controllate manualmente dall'equipaggio.

## Introduzione al sistema
Delle 5 modalità di annullamento, le procedure fino al secondo (II) sono varianti dello sgancio del razzo intero, seguito dall'ammaraggio della capsula equipaggio. Dalla terza procedura fino al cinque sono varianti che permettono il distacco del solo stadio guasto, permettendo ai rimanenti di continuare il volo in orbita terrestre. In questo scenario, veniva iniziata una missione di backup in orbita terrestre per non vanificare completamente il lancio.
In tutti i casi, il Apollo Command/Service Module (CM) effettua un ammaraggio seguendo questa procedura: 
- scarico del carburante ipergolico in ambiente per evitare rischi di intossicazione per l'équipe di recupero.
- se sufficientemente alto in quota, apertura dei Parafreno
- espulsione Parafreno e spiegamento dei paracadute principali
- ammaraggio e attesa della squadra di recupero.

## Dettagli
La sequenza cronologica dei modes di annullamento nelle missioni apollo era:

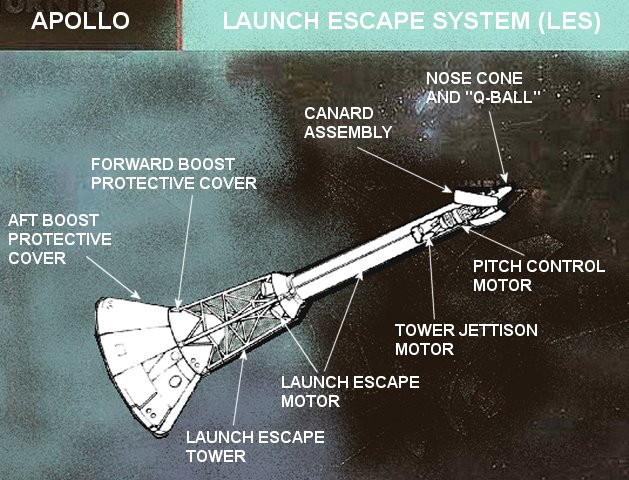
Apollo Launch Escape System (LES)

- Pad abort: In caso di problemi al razzo nei 5 minuti precedenti al lancio, il modulo di comando (CM) e il Launch Escape System (LES, vedi figura) effettuano una separazione dal resto del razzo, col LES che guida se stesso e il CM in alto e in direzione EST, grazie a un piccolo motore a propellente solido posto in cima alla torretta del LES stesso. La torretta viene espulsa e i paracadute spiegati per effettuare un ammaraggio sicuro nell'oceano atlantico.
  - Pad Abort Test-1: Test di pad abort utilizzando il Launch Escape System (LES) dalla piattaforma di lancio utilizzando Apollo Boilerplate BP-6.
  - Pad Abort Test-2: Secondo test pad abort utilizzando Apollo Boilerplate B-23A.
- Mode I: Procedura di annullamento con l'utilizzo del LES, attiva dal momento di lancio fino all'espulsione della torretta, 30 secondi dopo l'accensione del secondo stadio S-II.
  - Mode IA (one alpha): Durante i primi 42 secondi di volo (fino a 3000 metri), il razzo è ancora relativamente dritto; la procedura di annullamento è simile al pad abort col LES che allontana il CM dalla traiettoria del razzo. Dopo 14 secondi, la torretta viene espulsa e avviene l'ammaraggio.
  - Mode IB (one bravo): Da 3000 m a 30.5 km (fino a T +117), il razzo è posizionato in volo in direzione est, rendendo non necessario l'uso del motore di beccheggio. Dopo che i motori del LES hanno sganciato il CM dal razzo, avviene lo spiegamento di piccole alette canard dalla torretta: questo forza il gruppo CM-LES a posizionarsi con la parte inferiore del CM in avanti (blunt-end forward o posizione BEF), necessaria poiché i paracadute posti sulla punta del CM potevano aprirsi solo da sottovento.
  - Mode IC (one charlie): Da 30.5 km fino all'espulsione del LES, la posizione BEF è ancora necessaria, ma le alette canard diventano inutili. Il corretto posizionamento del gruppo CM-LES veniva quindi ottenuto utilizzando i motori di attitudine RCS (Reaction Control System) del CM. Durante One-Charlie avveniva il primo staging, con l'espulsione del primo stadio S-IC, ormai secco di combustibile, e l'accensione del secondo stadio S-II. La procedura One-Charlie termina circa 30 secondi dopo lo staging, quando il LES viene espulso.
- Mode II: Annullamento durante i primi istanti di accensione dello stadio S-II.  Con il LES ormai espulso, il Command/Service Module (CSM) si separa dal resto del razzo e usa il suo motore e gli RCS per spostarsi dalla traiettoria del razzo e per allinearsi nella posizione necessaria, quindi il CM si separa dal modulo di servizio (SM) ed effettua l'ammaraggio.
- Mode III, conosciuto anche come Contingency Orbit Insertion (COI) o S-IVB to COI: In caso di problemi al secondo stadio S-II , semplicemente esso viene espulso in anticipo. A questo punto del volo, il razzo è sufficientemente veloce e in quota che i motori de terzo stadio S-IVB, e del Service Module SM di posizionare l'astronave in orbita terrestre. L'uso anticipato dei motori del S-IVB e il relativo consumo di combustibile, non permette di procedere al TLI Trans Lunar Injection e viene iniziata una missione di backup in orbita terrestre.
- S-IVB to orbit: Come nel Mode III, lo stadio S-II viene separato in anticipo in caso di guasto, ma per l'inserimento in orbita è sufficiente l'uso del motore del solo S-IVB. Questa modalità è identica al Mode III, ad eccezione del non utilizzo del motore dell'SM. Questa procedura si conclude quando lo stadio S-II viene separato come da piano di volo.
- Mode IV: Annullamento durante l'accensione del terzo stadio S-IVB. Nel caso sorgano problemi al terzo stadio. il motore del Modulo di Servizio SM, inserisce il CSM in orbita terrestre e ci si sposta sulla missione di backup in orbita terrestre.

Il sistema automatico EDS viene quindi inizializzato a T -5:00 (inizializzazione del Pad Abort Mode) fino al raggiungimento di mode One-Bravo (IB). Raggiunto mode One-Charlie (IC), l'EDS viene disattivato e tutte le seguenti possibilità vengono inizializzate con comando manuale.